# 载润
貝勒载润（1878年8月14日—1963年7月6日）字寄云，号德轩，常号渊清堂主人，爱新觉罗氏，满族，清仁宗颙琰第五子绵愉之孙，惠亲王奕详长子。

## 生平
光绪十二年（1886年），载润袭贝勒。自幼在府上学习满文、汉文。光绪十五年（1889年），清德宗大婚，载润获恩赏入上书房读书。光绪二十一年（1895年），充御前行走。光绪二十二年（1896年），命为右翼近支第三族族长。光绪三十一年（1905年），署理泰宁镇总兵兼管内务府大臣。宣统元年（1909年），任正黄旗总族长，补授正黄旗汉军都统。宣统二年（1910年），任陆军贵胄学堂大臣、资政院议员，并任管理两翼八旗前锋营与内务府三旗护军营事务大臣。1912年初，宣统帝逊位，载润的上述职任被逐一免去。1913年，补授溥仪小朝廷的御前大臣。1917年到1921年，由署理宗人府右宗人升任左宗人、右宗正，并且兼理清室备用处事宜。1923年1月23日，获将军府恭威将军。
1924年起，载润赋闲在家。中华人民共和国成立后，载润获聘为北京市文史研究馆馆员。载润善书法及诗作。 
1963年，载润逝世。